# Lombardei-Rundfahrt 1985
Die Lombardei-Rundfahrt 1985 war die 79. Austragung der Lombardei-Rundfahrt  und fand am 13. Oktober 1985 statt. Die Gesamtdistanz des Rennens betrug 255 Kilometer. Es siegte der Ire Sean Kelly aus dem Team Skil-Sem-Kas-Miko vor dem Niederländer Adrie van der Poel vom Team Kwantum–Decosol–Yoko und dem Franzosen Charly Mottet aus dem Team Renault-Elf.

## Ergebnis
| Rang | Fahrer                   | Team                          | Zeit       |
| ---- | ------------------------ | ----------------------------- | ---------- |
| 1    | Sean Kelly               | Skil-Sem-Kas-Miko             | 6h 11′ 17″ |
| 2    | Adrie van der Poel       | Kwantum–Decosol–Yoko          | + 0″       |
| 3    | Charly Mottet            | Renault-Elf                   | + 0″       |
| DSQ  | Marino Lejarreta         | Alpilatte–Olmo–Cierre         | + 0″       |
| 5    | Leo Schönenberger        | Dromedario-Laminox-Fibok      | + 0″       |
| 6    | Claudio Corti            | Supermercati Brianzoli–Wilier | + 0″       |
| 7    | Silvano Contini          | Ariostea–Oece                 | + 0″       |
| 8    | Alfio Vandi              | Dromedario-Laminox-Fibok      | + 0″       |
| 9    | Gianbattista Baronchelli | Supermercati Brianzoli–Wilier | + 0″       |
| 10   | Mario Beccia             | Malvor-Bottecchia-Vaporella   | + 0″       |